# Bataan
Bataan is een provincie van de Filipijnen op het eiland Luzon. De provincie maakt deel uit van regio III (Central Luzon). De hoofdstad van de provincie is Balanga. Bij de census van 2015 telde de provincie bijna 761 duizend inwoners.

## Geschiedenis
In de Tweede Wereldoorlog was Bataan de locatie waar de Amerikanen en Filipino's het langst standhielden tegen de Japanners.

## Geografie

### Topografie
De provincie ligt op het Bataanschiereiland. Het schiereiland schermt de Baai van Manilla af van de Zuid-Chinese Zee. In de provincie ligt de berg Mount Natib (1253 m) in het noorden en het Marivelesgebergte in het zuiden. De provincie heeft een oppervlakte van 1373 km² en is daarmee een van de kleinere provincies van de Filipijnen.

### Bestuurlijke indeling
Bataan bestaat uit 1 stad en 11 gemeenten.

#### Stad
- Balanga

#### Gemeenten
| - Abucay - Bagac - Dinalupihan - Hermosa - Limay - Mariveles | - Morong - Orani - Orion - Pilar - Samal |

Deze stad en gemeenten zijn weer verder onderverdeeld in 237 barangays.

## Demografie
Bataan had bij de census van 2015 een inwoneraantal van 760.650 mensen. Dit waren 73.168 mensen (10,6%) meer dan bij de vorige census van 2010. Ten opzichte van de census van 2000 was het aantal inwoners gegroeid met 202.991 mensen (36,4%). De gemiddelde jaarlijkse groei in die periode kwam daarmee uit op 1,95%, hetgeen hoger was dan het landelijk jaarlijks gemiddelde over deze periode (1,72%).
De bevolkingsdichtheid van Bataan was ten tijde van de laatste census, met 760.650 inwoners op 1372,98 km², 554 mensen per km².

## Economie
De meeste inwoners van Bataan zijn werkzaam in de landbouw, visserij en bosbouw. Rijst is het belangrijkste product. Daarnaast produceert men onder andere graan, groenten, fruit (zoals mango en banaan) en koffie. In de provincie Bataan is ook de enige kerncentrale van de Filipijnen gebouwd. De centrale, die in totaal $2,2 miljard heeft gekost is echter nooit in bedrijf geweest. In 2009 werd initiatieven ontplooid om de centrale alsnog in bedrijf te stellen.
Uit cijfers van het National Statistical Coordination Board (NSCB) uit het jaar 2003 blijkt dat 13,9% (16.150 mensen) onder de armoedegrens leefde. In het jaar 2000 was dit 12,1%. Bataan was daarmee gemiddeld duidelijk minder arm dan het landelijk gemiddelde van 28,7% en stond 73e op de lijst van provincies met de meeste mensen onder de armoedegrens. Van alle 79 provincies, ten tijde van het onderzoek, stond Bataan 72e op de lijst van provincies met de ergste armoede.